# Кара-Васили, Алексей Дмитриевич
Алексей Дмитриевич Кара-Васили (1846—1915) — кагульский примар, член III Государственной думы от Бессарабской губернии.

## Биография
Сын измаильского купца греческого происхождения Дмитрия Ивановича Кара-Васили (1799—1890), владельца города Кагула. Потомственный почётный гражданин, в 1912 году записанный в 1-ю часть дворянской родословной книги Бессарабской губернии. 
Высшее образование получил в Парижском университете на юридическом факультете. До присоединения южной части Бессарабской губернии к России по Берлинскому трактату 1878 года состоял кагульским примаром и членом Румынского парламента. Землевладелец и совладелец города Кагула (3376 десятин). Вблизи Кагула выстроил дачу «Фроза».
Состоял почётным попечителем Кагульской гимназии и почётным смотрителем Кагульского высшего начального училища. После провозглашения Октябрьской манифеста вступил в Бессарабскую партию центра.
В 1907 году был избран членом III Государственной думы от Бессарабской губернии. Входил во фракцию умеренно-правых, с 3-й сессии — в русскую национальную фракцию, с 5-й сессии — в группу независимых националистов П. Н. Крупенского. Состоял членом комиссии по судебным реформам.
Умер в 1915 году. Похоронен в Кагуле.

## Семья
Был женат на Ефросинии Ивановне Чангули, дочери землевладельца Оргеевского уезда. Их дети:
- Иван (1880—1905), окончил Николаевское инженерное училище (1903)[3], подпоручик 3-го саперного батальона[4].
- Василий (1882—1943), окончил Московское военное училище (1904)[5], поручик 57-го пехотного Модлинского полка (1910)[6]. Репрессирован после присоединения Бессарабии к СССР, умер в Казахстане.
- Александра (1877—1964), замужем за юристом А. А. Керсновским (1863—1936). Известны их дети: Антон и Евфросиния Керсновские.
- а также Дмитрий, Георгий, Алексей и Елизавета.